# Ingrid Matérn
Ingrid Amalia Fredrika Matérn, född 17 januari 1916 i Göteborg, död 3 februari 1999 i Stockholm, var en svensk bibliotekarie.
Matérn, som var dotter till apotekaren Ernst Matérn och Hedvig Rhedin, avlade studentexamen 1935 och blev filosofie licentiat vid Stockholms högskola 1949. Hon anställdes vid Stockholms stadsbibliotek 1937, vid Kungliga Vetenskapsakademiens bibliotek 1942, vid Farmaceutiska institutets bibliotek 1947, blev amanuens vid Stockholms högskolas humanistiska bibliotek 1949, tillförordnad bibliotekarie vid Skogsbiblioteket 1961 och var förste bibliotekarie där från 1962. Hon var sekreterare och kassaförvaltare i Sveriges vetenskapliga specialbiblioteks förening från 1961.